# Inman Jackson
Inman William «Big Jack» Jackson (7 de marzo de 1907 - 6 de abril de 1973) fue un jugador de baloncesto profesional estadounidense. Fue miembro de los Harlem Globetrotters durante mucho tiempo y fue incluido en el Salón de la Fama del Baloncesto en 2022.

## Primeros años de vida
Jackson nació el 7 de marzo de 1907 y creció en Chicago, Illinois. Asistió a la escuela secundaria Wendell Phillips Academy en Chicago y luego asistió al City College de Nueva York.

## Carrera como jugador
Jackson dijo que comenzó a jugar baloncesto «en la escuela primaria» y que «jugó bastante» mientras crecía. Fue uno de los mejores jugadores de la escuela secundaria Wendell Phillips Academy y también jugó en su primera temporada en el City College de Nueva York, aunque abandonó sus estudios antes de su segundo año.
Un pívot de 6 pies 3 pulgadas (1,9 m) y 205 libras (93,0 kg), Jackson jugó baloncesto independiente a partir de 1925 con el equipo Chicago Giles American Legion Post. A mitad de su segunda temporada allí, se unió al Chicago Savoy Big Five, predecesor de los Harlem Globetrotters. Jugó hasta 1930 con los Cinco Grandes antes de firmar con los Globetrotters. Fue descrito como «un tardío, pero cuando firmó con los Trotters, era fuerte, fundamentalmente sólido e intimidante».
Jackson fue uno de los mejores jugadores de los Globetrotters y la revista Jet lo destacó como «el primer 'gran hombre' destacado del baloncesto». Era conocido por sus habilidades de manejo, siendo descrito por The Montana Standard como «uno de los mejores manejadores de pelota en la nación hoy» y por The Minneapolis Journal como jugando «como si hubiera nacido con una pelota de baloncesto en cada mano». También era conocido por haber introducido la comedia y el espectáculo en los Globetrotters, que anteriormente eran un equipo regular: el fundador del equipo, Abe Saperstein, nombró a Jackson el Globetrotter más importante de todos los tiempos y Charley Eckman le atribuyó el mérito de haber sido «el tipo que transformó a los Trotters de un grupo viajando jugando al baloncesto como todos los demás para ver el gran espectáculo que son». El Salón de la Fama del Baloncesto señaló que Jackson fue el primer «príncipe payaso» de los Globetrotters y que, «[e]n cualquier noche, hacía rodar la pelota a través de las piernas de un defensa desprevenido, pateaba un tiro desde la línea de tiros libres o levantaba a un compañero de equipo sobre sus hombros para el último tiro antes de que suene la bocina».
Jackson, una de las mejores estrellas del equipo y uno de los jugadores más populares de los Globetrotters, finalmente jugó para ellos durante 15 años, de 1930 a 1945. Fue el capitán del equipo durante gran parte de su mandato en Harlem y les ayudó a ganar el segundo Torneo Mundial de Baloncesto Profesional en 1940, hacia el final de su carrera.

## Últimos años y muerte
Jackson permaneció en la organización Globetrotters después de su carrera como jugador hasta su muerte. Se desempeñó como entrenador consultor, instructor de nuevos talentos, entrenador asistente y fue nombrado entrenador en jefe en 1966. Recibió el cuatro por ciento del patrimonio de Abe Saperstein tras la muerte de este último en 1966, el único miembro del equipo en el testamento de Saperstein.
Jackson se casó con Loretta Sandridge y tuvo dos hijastros. Murió en Chicago el 6 de abril de 1973, a la edad de 66 años. Fue incluido en el Salón de la Fama del Museo del Baloncesto de Illinois en 1974 y fue seleccionado póstumamente para el Salón de la Fama del Baloncesto Naismith Memorial en 2022.